# Recuperació de terres Central i Wan Chai
La recuperació de terres Central i Wan Chai és un projecte llançat pel govern d'Hong Kong des de la dècada de 1990 per recuperar terres al mar per a diferents propòsits. Això inclou millores de transport com l'estació MTR d'Hong Kong, el ferrocarril Airport Express i la circumval·lació Central-Wanchai, així com espais de recreació pública com l'espai Central Harbourfront Event Space, el Parc Tamar i l'Hong Kong Observation Wheel.

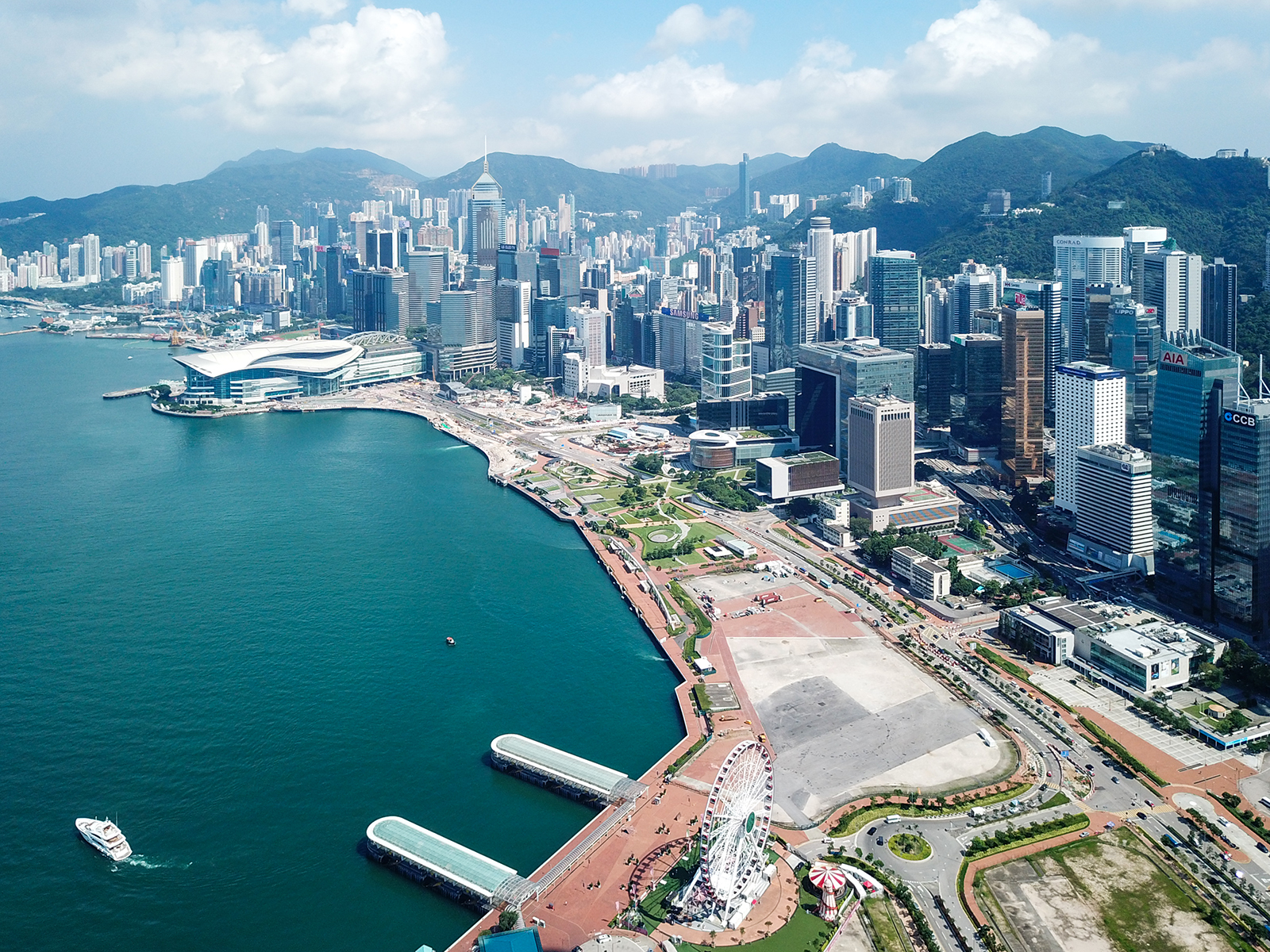
Recuperació finalitzada el 2018

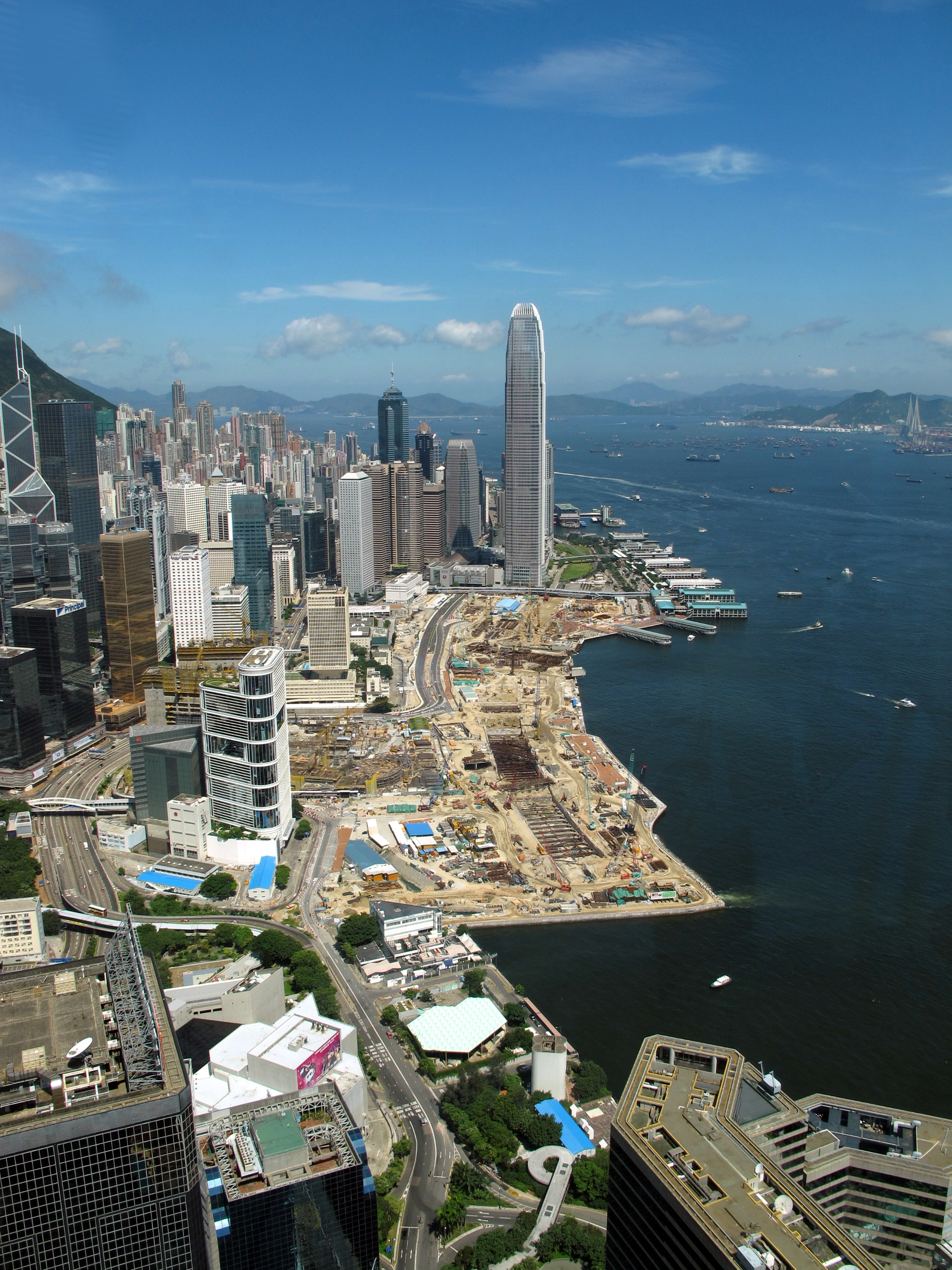
Victoria Harbour ell juliol de 2010, vist des de Central Plaza, Wan Chai.

## Antecedents
El projecte va ser esmentat per primera vegada en l'estratègia de planificació de 1985 pel Govern. Posteriorment, el Govern va completar un estudi de viabilitat el 1989, seguit de l'aprovació del projecte per part del Comitè de Política de Desenvolupament de la Terra.

### Objectius
La recuperació de terra al mar proposada s'estén al llarg de la costa des de Sheung Wan fins a la Badia de Causeway. Els objectius del projecte, entre altres coses, inclouen:
- Subministrar terra per a l'estació d'Hong Kong i el túnel estès de l'Airport Express;
- Proporcionar terreny per a la circumval·lació Central-Wan Chai i l'enllaç del corredor aquest de l'illa per reemplaçar Connaught, Harcourt, Gloucester i Victoria Park Road des de la Ruta 4;
- Proveir terrenys per al proper Sha Tin a Central Link;
- Cedir terreny per a la potencial North Island Line;
- Millorar els voltants dels districtes veïns abarrotats proporcionant espais oberts suplementaris en la nova recuperació;
- Integrar el desenvolupament amb les àrees existents.

## El projecte

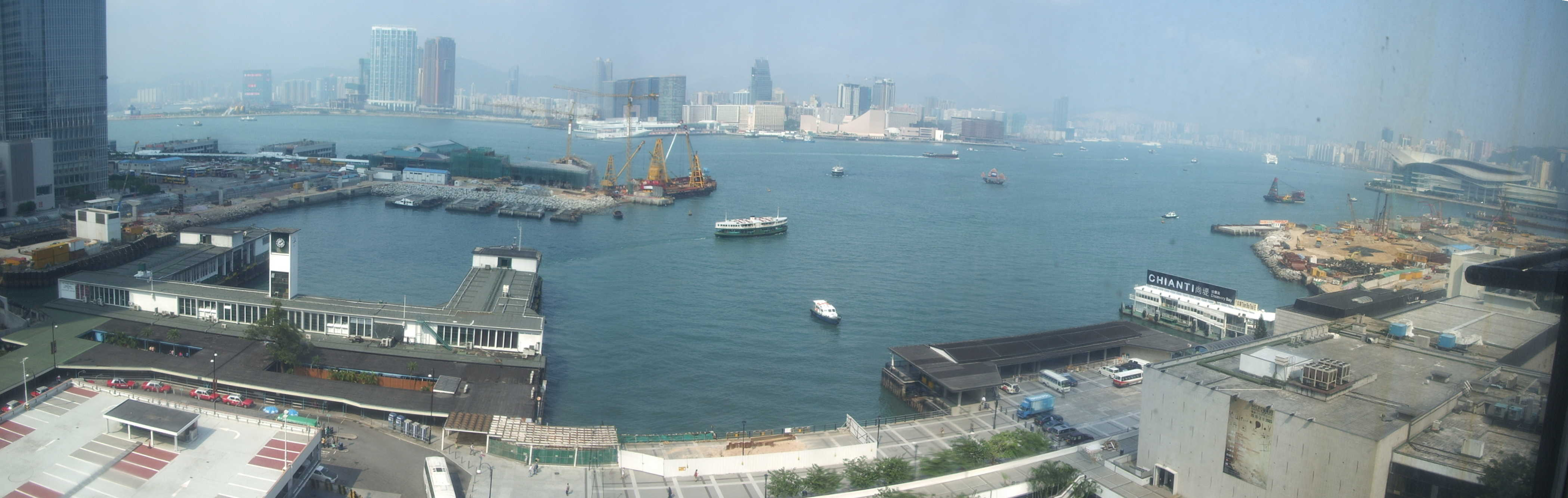
Port de Victòria a partir del 14 d'octubre de 2005, vist des de l'Ajuntament, Central. Recentment acabava de començar la Fase 3 de Reclamació Central.

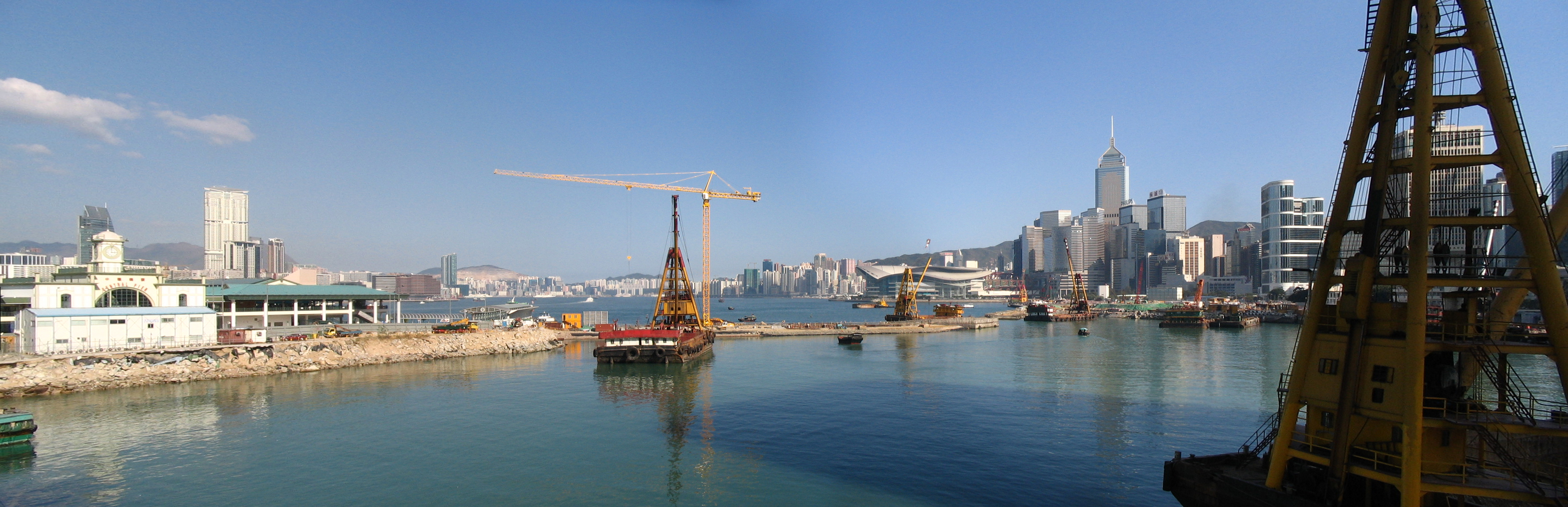
Fase 3 de recuperació central durant el gener de 2008

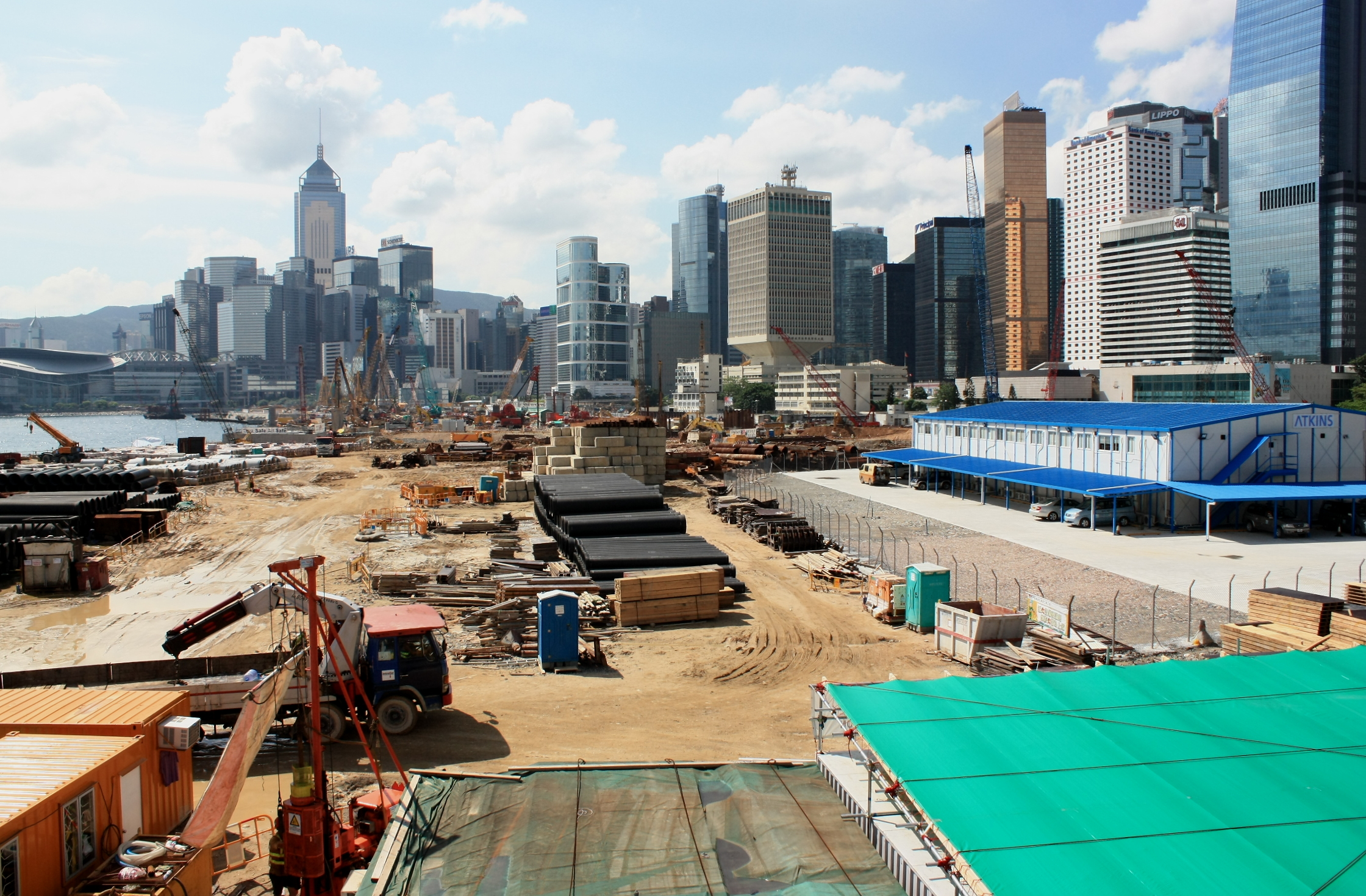
Fase 3 de recuperació central durant el juny de 2009

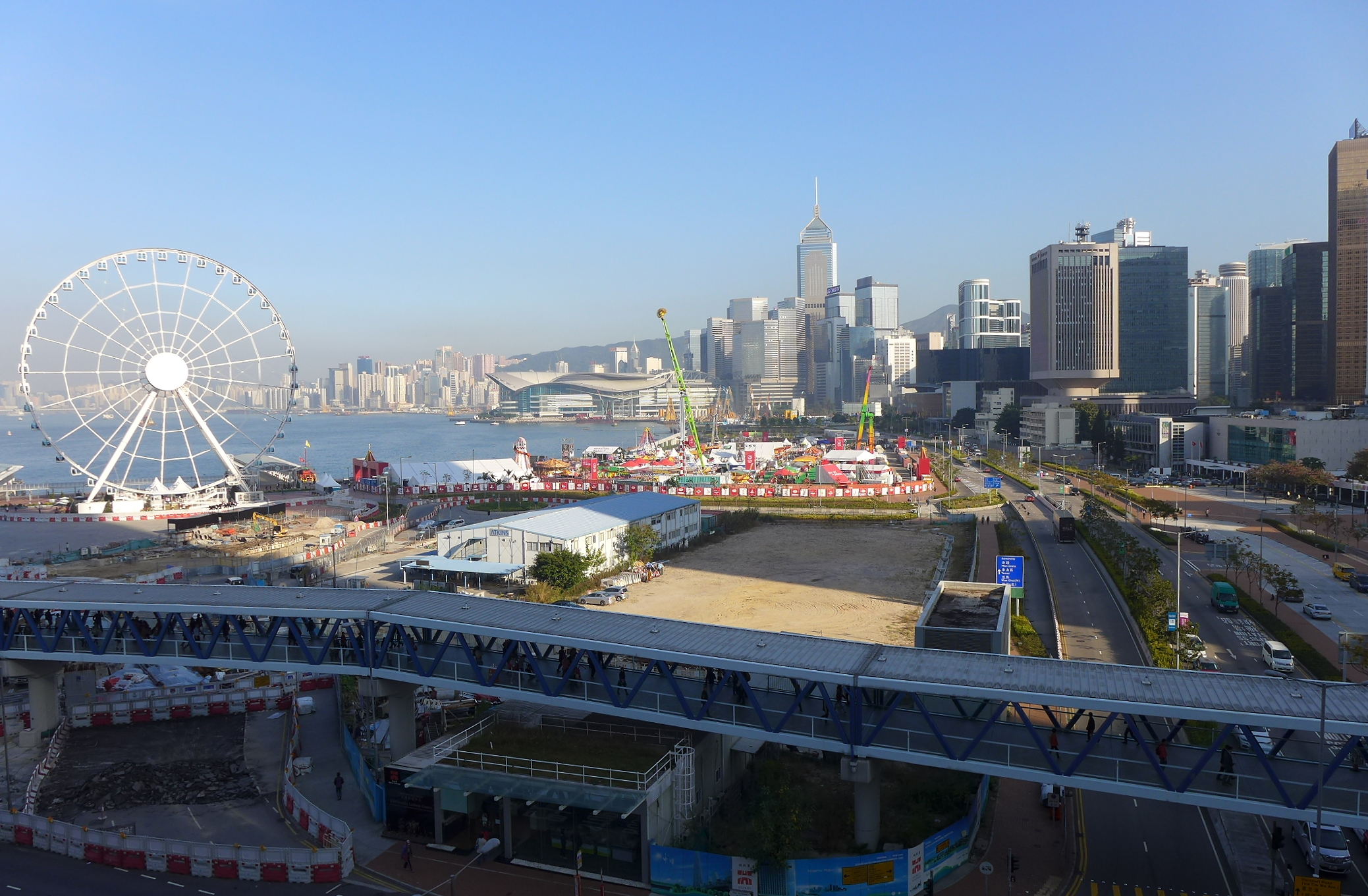
Fase 3 de recuperació central durant el gener de 2015

El projecte es divideix en cinc fases.

### Reclamació central

#### Fase central I
La Fase 1 de Recuperació Central va implicar la recuperació de 20 hectàrees de terra, a més de la remodelació de 6 hectàrees de terra, entre Rumsey Street i Pedder Street, per a la construcció de l'estació d'Hong Kong de l'Airport Express Railway. També va proporcionar terrenys per a nous molls i reemplaçaments d'altres instal·lacions afectades per la recuperació. Les obres van començar l'any 1993 i es van completar el juny de 1998. Aquesta fase de recuperació és part del Programa Central de l'Aeroport. El cost va ser de 2710 milions de dòlars d'Hong Kong. Una vegada finalitzat el projecte la línia de la costa Central es va estendre fins a 350 metres més enllà de la línia de la costa original.

#### Fase central II
La Fase 2 de Recuperació Central va recuperar 5,3 hectàrees de terra a l'antiga base naval de Tamar. La recuperació va formar un terreny per al lloc de Tamar i també cinc llocs de desenvolupament comercial. Les obres van començar al desembre de 1994 i es van acabar al setembre de 1997. El cost va ser de 320 milions de dòlars d'Hong Kong.
S'ha proposat la construcció d'un nou complex que albergarà la seu del Govern i el Consell Legislatiu en els terrenys recuperats.

#### Fase central III
La Fase 3 de Recuperació Central implica la recuperació de la via envaïda de l'Airport Express, la secció oest de la proposta North Island Line i el Bypass Central-Wan Chai, nous molls de Star Ferri, noves carreteres i altres instal·lacions. El cost és de 3.561 milions de dòlars d'Hong Kong. Originalment es va planejar recuperar 32 hectàrees de terra, però s'ha reduït a 18 a causa de l'oposició pública.
Les obres van començar el 28 de febrer de 2003, i estava previst que la construcció estigués acabada l'any 2011. El pont subterrani Central-Wan Chai Bypass es va inaugurar el 20 de gener de 2019.

### Projecte de desenvolupament Wan Chai

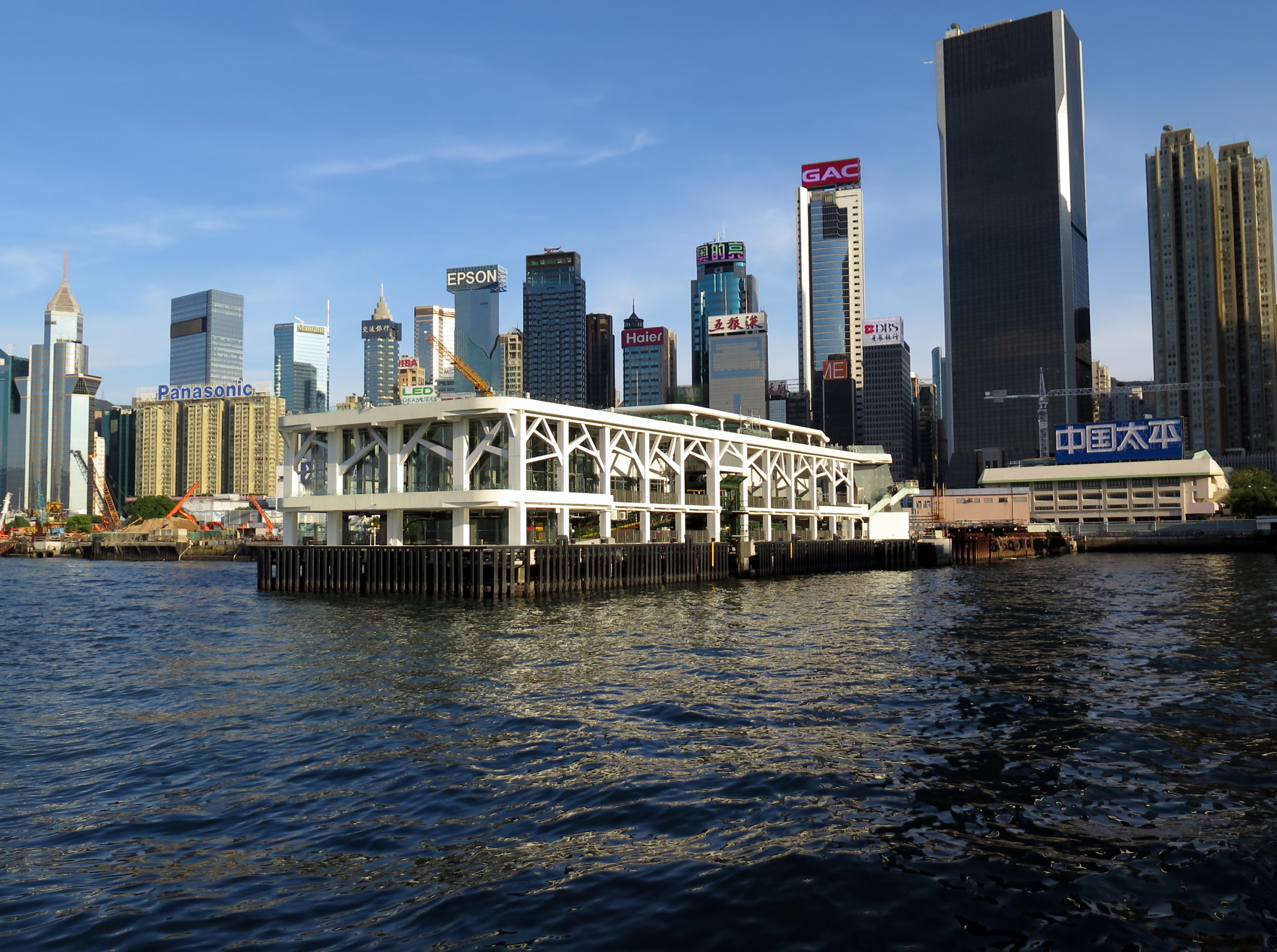
Nou moll de Wan Chai

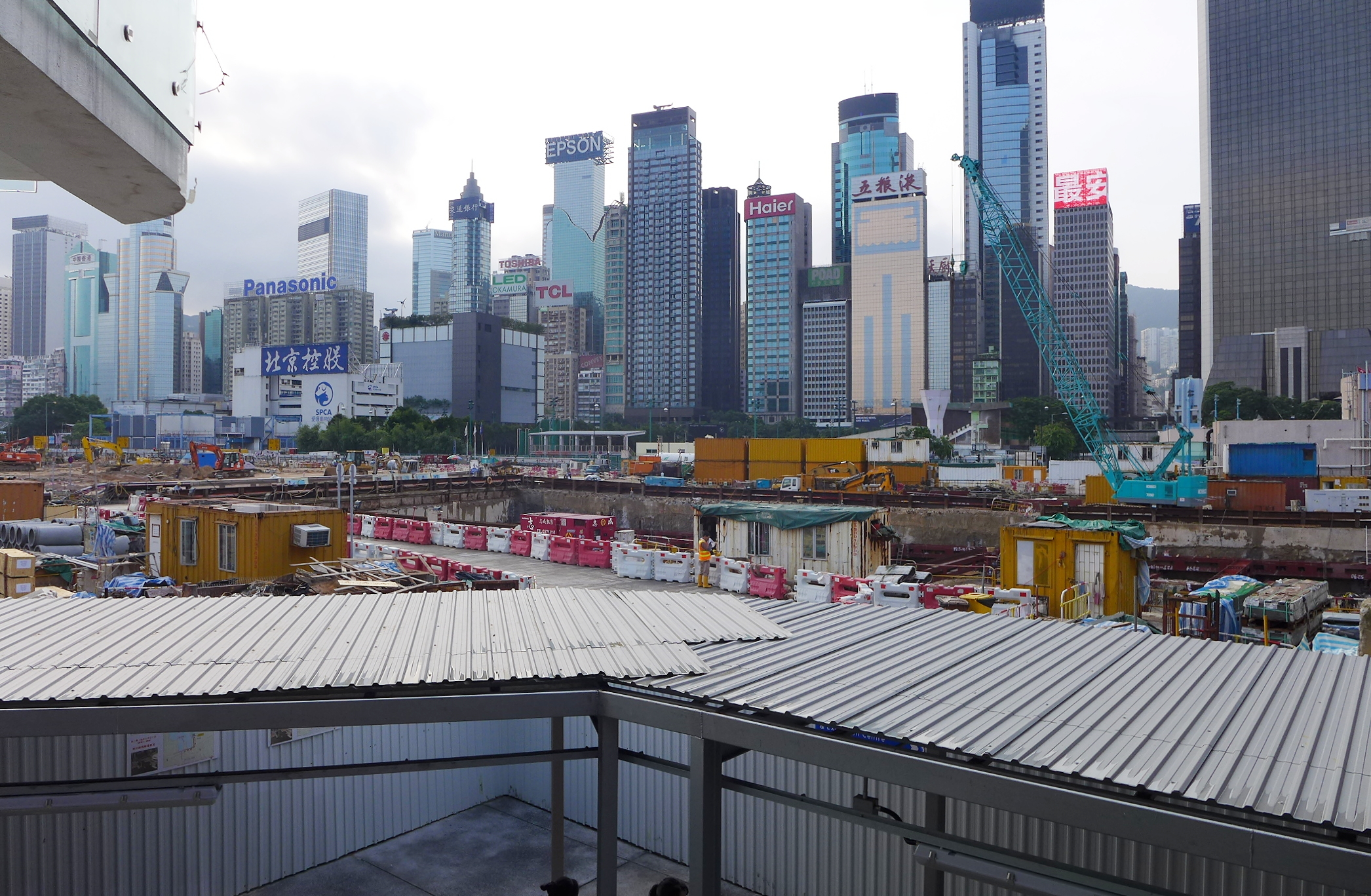
Fase 2 de recuperació de Wan Chai durant octubre de 2014

#### Wan Chai Fase I
La Fase I de Recuperació de Wan Chai (també coneguda com a 'Recuperació de l'Illa per al Centre d'exhibicions i convencions d'Hong Kong) inclou la formació d'una illa de 70000 m² per recuperació en el costat nord del Centre de Convencions i Exposicions d'Hong Kong per subministrar terra per construint una habitació addicional al Centre. La configuració de l'illa és per assegurar que la qualitat de l'aigua en el veïnatge romangui en nivells satisfactoris després que es completi la recuperació. Les obres van començar al març de 1994 i es van acabar al juliol de 1997.

#### Wan Chai Fase II
La Fase II de Desenvolupament de Wan Chai s'estén al llarg de la riba de l'aigua des de la Fase III de Recuperació Central fins a Causeway Bay. Aquest projecte de 10.500 milions de dòlars d'Hong Kong, juntament amb les Fases de Recuperació Central I, II i III, té com a objectiu principal proporcionar terrenys per a la construcció del Pont Central-Wan Chai i l'Enllaç del Corredor Aquest de l'Illa, la secció de l'Illa d'Hong Kong del Shatin-to -Central Link i North Island Line. Els treballs de construcció van començar en 2009 i està previst que finalitzin en 2017.
A causa de la naturalesa polifacètica del projecte, que implica la creació de carreteres, la recuperació de terres i el desenvolupament de zones costaneres, el projecte és supervisat conjuntament pel Departament de Carreteres i el Departament d'Enginyeria Civil i Desenvolupament, els qui junts contracten a un sol contractista per a cada ubicació involucrada.
Les obres impliquen la recuperació temporal, per un període de diversos anys, del refugi de tifons de Causeway Bay i l'antiga àrea de treball de càrrega pública. En una revisió judicial davant el Tribunal de Primera Instància, es va sostenir al març de 2008 que l'Ordenança de Protecció del Port s'aplicava a tals obres i, per tant, el govern estava obligat a demostrar una "necessitat pública primordial" per a la recuperació. Es va comprometre a mantenir la recuperació temporal "al mínim" i a restablir el jaç marí una vegada finalitzades les obres de construcció.

## Controvèrsia

### Protestes públiques
No tots van donar suport al pla de recuperació. Alguns residents d'Hong Kong van pensar que l'acció era totalment innecessària; no significava res bé, simplement reduir la grandària del Victòria Harbour. En lloc de construir un desviament, els opositors van instar al govern a iniciar un esquema de peatge electrònic a la comunitat.
El 5 d'octubre de 2003, més de 1000 manifestants vestits de blau van marxar cap a les Oficines del Govern Central demanant la suspensió de les obres de rehabilitació del port.
També van prometre continuar amb una protesta de tres fronts utilitzant terra, mar i aire per transmetre el seu missatge. La marxa va ser una de diverses protestes en les últimes setmanes per projectes portuaris, que el govern diu que són necessaris per alleujar la congestió del tràfic en Central degut a l'augment d'automòbils privats (la quantitat de vehicles comercials i vehicles de transport públic ha disminuït amb el temps). El govern havia perdut la primera ronda d'una batalla judicial, però després va apel·lar la decisió.
La Societat per a la Protecció del Harbour (SPH) va sol·licitar la suspensió de l'ordre i la revisió judicial el 25 de setembre de 2003, prohibint al govern continuar amb la tercera fase del projecte de recuperació central. El govern va reprendre el treball per recuperar 230000 m² del port després que l'oponents fracassessin en el seu intent d'obtenir una ordre judicial per detenir provisionalment les obres abans de la revisió judicial de desembre.
Al setembre de 2004, el legislador Law Chi-kwong es va banyar en el port de Victòria amb una placa que deia "Adéu a la Reina", per protestar per la recuperació de Central i Wan Chai, en particular per la pèrdua del moll de la reina.
Més furor públic va esclatar a la fi de 2006 quan es va revelar que els plans implicarien la destrucció de dues fites notables de 50 anys en el passeig marítim, a saber, el Moll de transbordadors de Edinburgh Place i el Queen's Pier. Tots dos s'han convertit en potents símbols pels ambientalistas, que han organitzat protestes i mítings a la llum d'una forta opinió pública per preservar la memòria col·lectiva d'Hong Kong.

### Revisió judicial
La SPH va sol·licitar revisions judicials sobre la Reclamació, el 27 de febrer de 2003 i el 25 de setembre de 2003, respectivament. El 6 d'octubre de 2003, el Tribunal Superior va anunciar que el Govern podia procedir amb la Reclamació Central; no obstant això, l'1 de setembre de 2004, el Tribunal d'Apel·lació Final va rebutjar la proposta de la Junta de Planificació Urbana sobre el projecte de pla d'ordenació territorial de Wan Chai North (OZP) i el Wan Es va haver de revisar la Fase 2 de Desenvolupament de Chai.
En un esforç per suavitzar l'oposició al projecte de recuperació, el govern va proposar que la terra recuperada per sobre de la infraestructura de transport subterrani podria usar-se per construir un passeig marítim molt atractiu.

### Contaminació marítima
L'octubre de 2003, Greenpeace va dir que la recuperació central crearia 580.000 metres cúbics de llim tòxic, el 63 % dels quals va ser classificat com "greument contaminat" pel Departament de Protecció Ambiental. Els activistes van sentir repel·lits quan van intentar recol·lectar mostres de llot del lloc de recuperació central per a la seva anàlisi. Greenpeace va acusar al govern d'utilitzar mètodes de dragatge "barats i obsolets" durant les reclamacions referents a vessaments de residus tòxics al port.
També va ser acusat d'abocar les deixalles tòxiques dragatges en llocs insulars perifèrics prop d'un escull artificial creat per protegir la vida marina, com el dofí blanc xinès. Els pescadors van informar que la captura faig una mitjana de s'havia reduït a la meitat des que va començar la recuperació. El Govern va respondre que la recuperació "no causaria danys marins irreversibles".

### Oferta
Es va descobrir que el govern havia violat les regles de licitació de l'Organització Mundial del Comerç en adjudicar el contracte en canviar injustament les condicions de licitació de la tercera fase de la reclamació després que es va tancar la licitació. No obstant això, la decisió de l'OMC no era jurídicament vinculant.